# Bygplanten
Bygplanten er en dansk dokumentarserie om byg i tre afsnit fra 1964-1968 med ukendt instruktør.

## Afsnit
| # | Titel                          | Første sendedag |
| --- | ------------------------------ | --------------- |
| 1 | "Bygplantens spiring"          | 1964            |
| Fysiske og kemiske processer under spiringen: Hovedroden med rodhætte, delingszone, strækningszone og forstærkningszone. Dannelsen af siderødder. Kimstængelen. Det grønne blad. Fotosyntese. Grønkorn. |                                |                 |
| 2 | "Bygplantens vækst"            | 1966            |
| Gennemgang af dannelsen af forskellige vævstyper og organer under bygplantens udvikling. |                                |                 |
| 3 | "Bygplantens næringsoptagelse" | 1968            |
| Et indblik i de fysiske og kemiske processer i fotosyntesen, optagelsen af næringssalte fra jorden, stoftransporten samt vækstprocesserne.                                                              |                                |                 |